# Suffocating Under Words of Sorrow (What Can I Do)
«Suffocating Under Words of Sorrow (What Can I Do)» (en español: «Sofocando bajo palabras de dolor (¿Qué puedo hacer?») es el segundo sencillo de la banda galesa de metalcore Bullet for My Valentine, de su álbum debut, The Poison. Fue lanzado el 19 de septiembre de 2005 a través de Visible Noise Records en el Reino Unido. Se rompió el Top 40 para la banda en el  Reino Unido, ingresando a las listas en el número 37.
El sencillo fue lanzado en tres formatos, uno CD y dos 7 LP's. Dos de los tres formatos presentaron una canción en vivo de su álbum debut, The Poison.
La canción también aparece en la banda sonora de Saw III. Un video fue lanzado en YouTube sobre un bailarín.

## Personal
- Matthew "Matt" Tuck - Vocalista, Guitarra rítmica
- Michael "Padge" Paget - Guitarra líder
- Jason "Jay" James - Bajo, Segunda voz
- Michael "Moose" Thomas - Batería

- Datos: Q3976701